# Куболта (село)
Куболта (рум. Cubolta) — село в Сынжерейском районе Молдавии. Является административным центром коммуны Куболта, включающей также село Мерешешты.

## География
Село расположено на высоте 114 метров над уровнем моря. Через село протекает одноимённая река Куболта.

## Население
По данным переписи населения 2004 года, в селе Куболта проживает 1997 человек (926 мужчин, 1071 женщина).
Этнический состав села:
| Национальность | Число жителей | Процентный состав |
| -------------- | ------------- | ----------------- |
| молдаване      | 1941          | 97.2              |
| румыны         | 19            | 0.95              |
| цыгане         | 14            | 0.7               |
| украинцы       | 10            | 0.5               |
| русские        | 10            | 0.5               |
| гагаузы        | 1             | 0.05              |
| прочие         | 2             | 0.1               |
| Всего          | 1997          | 100 %             |

## Известные уроженцы
- Гроссу, Сержиу (1920—2009) — румынский писатель и теолог.
- Халиппа, Иван Николаевич (1871—1941) — бессарабский историк.
- Халиппа, Пантелеймон Николаевич (1883—1979) — молдавский и румынский общественный деятель.